# ワイオミング級戦艦
ワイオミング級戦艦（ワイオミングきゅうせんかん Wyoming-class battleship）は、アメリカ海軍が3番目に就役させた弩級戦艦の艦級で2隻が建造され、同海軍で最後の弩級戦艦であった。ワイオミング級は1910年代から1940年代にかけて長期間運用された。

## 概要
ワイオミング級は基本的には前級のフロリダ級戦艦の拡大・改良型として1909年海軍整備計画において建造された。ワイオミング級に対する要求は、ニューポート会議で生じた非常に一般的なものであった。その設計は建造局の凋落と艦船設計局の隆盛が反映されたものとなった。当初は35.6cm連装砲塔4基の超弩級戦艦として計画されたが、主砲の開発の進捗状況と同海軍のドックのサイズから前級と同じ30.5cm砲を搭載する弩級戦艦となった。それでも砲身口径（砲身長）はフロリダ級の45口径よりも長砲身の50口径砲が採用され、主砲塔数も1基増やされたことで、前級よりも強化された30.5cm連装砲6基12門戦艦として設計された。
また、ワイオミング級は前のフロリダ級と比べて大型化し、サイズは2割増しとなった。6基の主砲塔は既存艦と同じく全て中心線状に配置されたが、主砲配置を2基ずつ背負い式で前部・中央・後部の3箇所に配置して全長を抑える優秀な設計を採った。本級の設計は、中心線配置の主砲塔・低い乾舷・長い航続距離といった、第一次大戦までの超弩級戦艦に至るアメリカ戦艦の特徴を全て備えていた。

## 艦形について

### 就役後から第一次大戦後

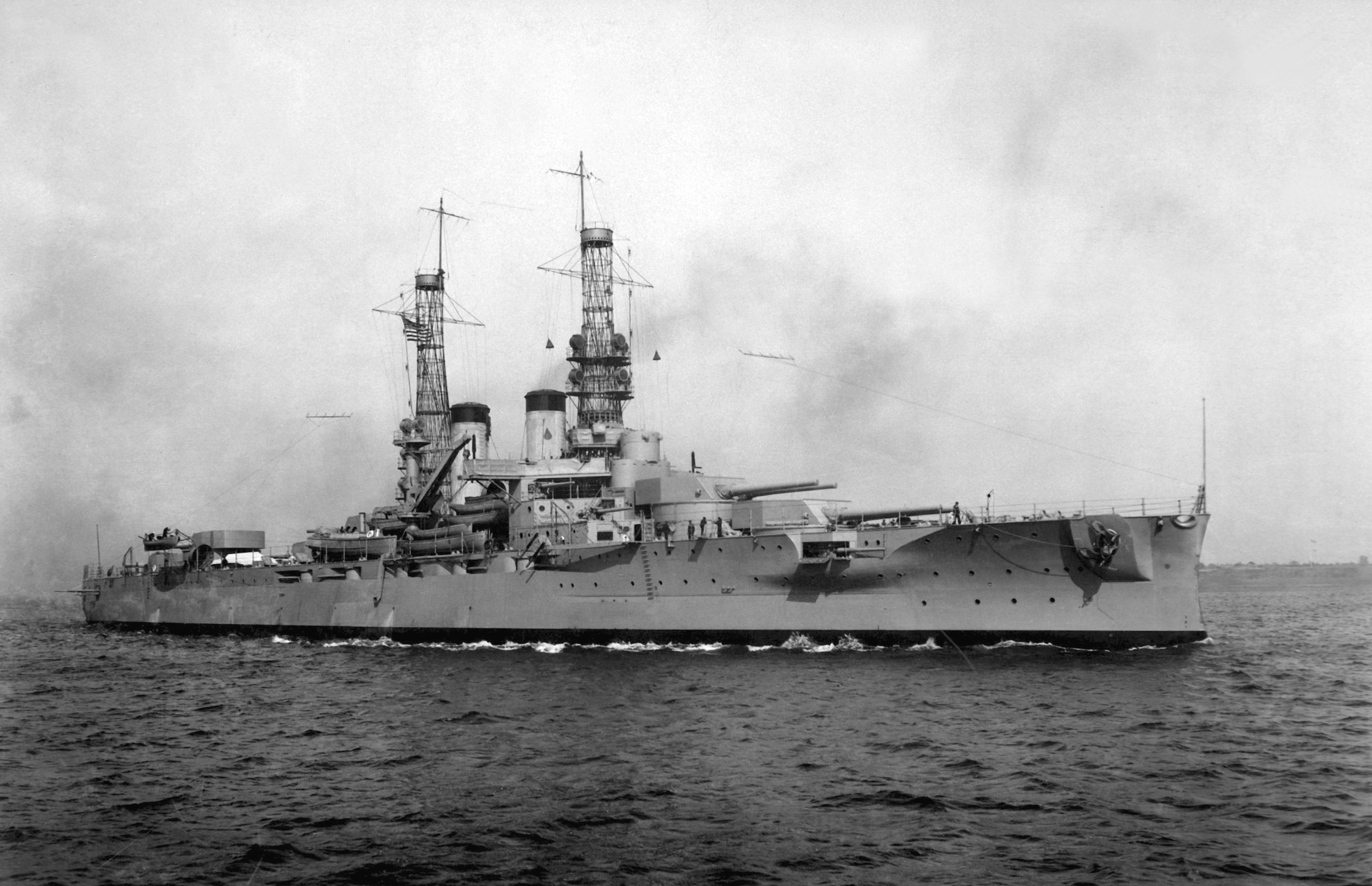
1918年に撮られたアーカンソー。

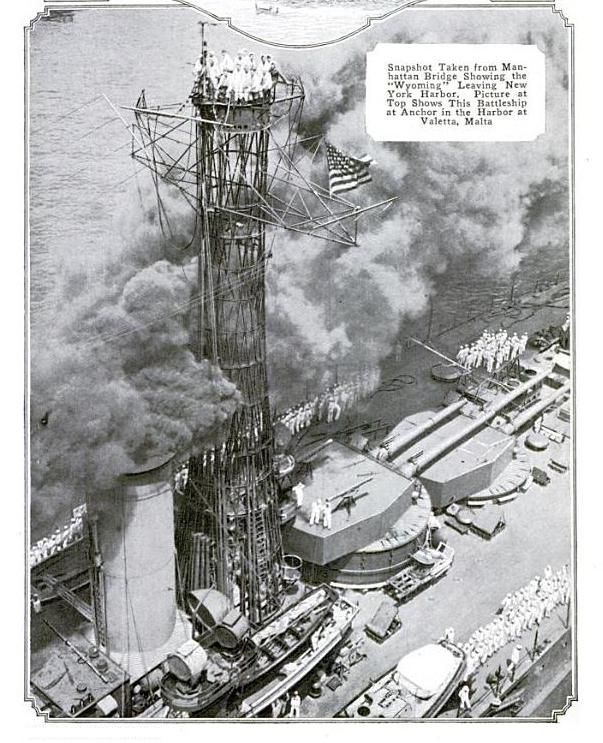
写真は1915年に撮影されたワイオミング。この時点でマストの見張り所は露天で、背負い式配置の3番・4番主砲塔が判る写真。3番主砲塔上に2基配置された単装砲は7.62cm単装高角砲である。

ワイオミング級の船体形状は武装増加に伴う艦内居住空間の増加のために平甲板型船体に改められた。しかし、艦首の乾舷が不足したために外洋航行時の凌波性が不足し、フロリダ級で改善された居住空間も武装強化のために再び悪化して艦隊側の評価は高くならなかった。
艦首水面下に浮力確保用の膨らみを持つ艦首から艦首甲板上にMark 7 30.5cm（50口径）砲を連装砲塔に納め、1・2番主砲塔を背負い式で2基、2番主砲塔の基部から甲板よりも一段高い艦上構造物が始まり、その上に操舵装置を組み込んだ司令塔が立つ。司令塔の背後からこの当時のアメリカ海軍の大型艦の特色である籠状の前部マストが立ち、司令塔と前部マストを基部として断面図が三角形状の船橋が設けられていた。前部マストの下部に航海艦橋、頂上部に露天の見張り所を持つ。前部マストの後部に前後で太さの異なる2本煙突が立ち、そこから甲板一段分下がった左右舷側甲板上が艦載艇置き場となっており、2番煙突側面部に左右に1基ずつ立つ探照灯台を基部とするクレーンにより運用された。2番煙突の後方に頂上部に露天の見張り台が置かれた籠状の後部マストが立つ。後部甲板上には3番・4番・5番・6番主砲塔が後ろ向きに背負い式配置で2基ずつ計4基が配置されていた。
ワイオミング級の副砲である12.7cm（51口径）速射砲は2番主砲塔後方の上部構造物状に単装砲架で片舷2基ずつ4基と、舷側部に1番主砲塔の前方部に独立して1基が配置されたが波浪の影響を受けやすかったので竣工後に移設された。他に船体中央部にケースメイト（砲郭）配置で放射状に単装で5基と、6番主砲塔側面部から艦尾にかけて片舷2基ずつと艦尾中央部に1基を配置して計21基を搭載していた。しかし、就役後の外洋航行中に艦尾側の3門は開口部から波浪が侵入し浸水被害を齎したので撤去。更に本級は艦首の凌波性が悪くて艦首で砕けた波が2番主砲塔側面の2基まで降りかかったため、そちらの2基も撤去して計16基となった。
なお、副砲撤去と同じ頃の1916年に飛行船による航空爆撃の危険性が示唆されたためにMk 10 7.62cm（50口径）高角砲を単装砲架で4基を遮蔽物の少ない高所にある2番・3番主砲塔上に並列配置で2基ずつ計4基を配置したが、後に1918年に4基を追加装備して計8基となった。

### 大戦後の海軍休日

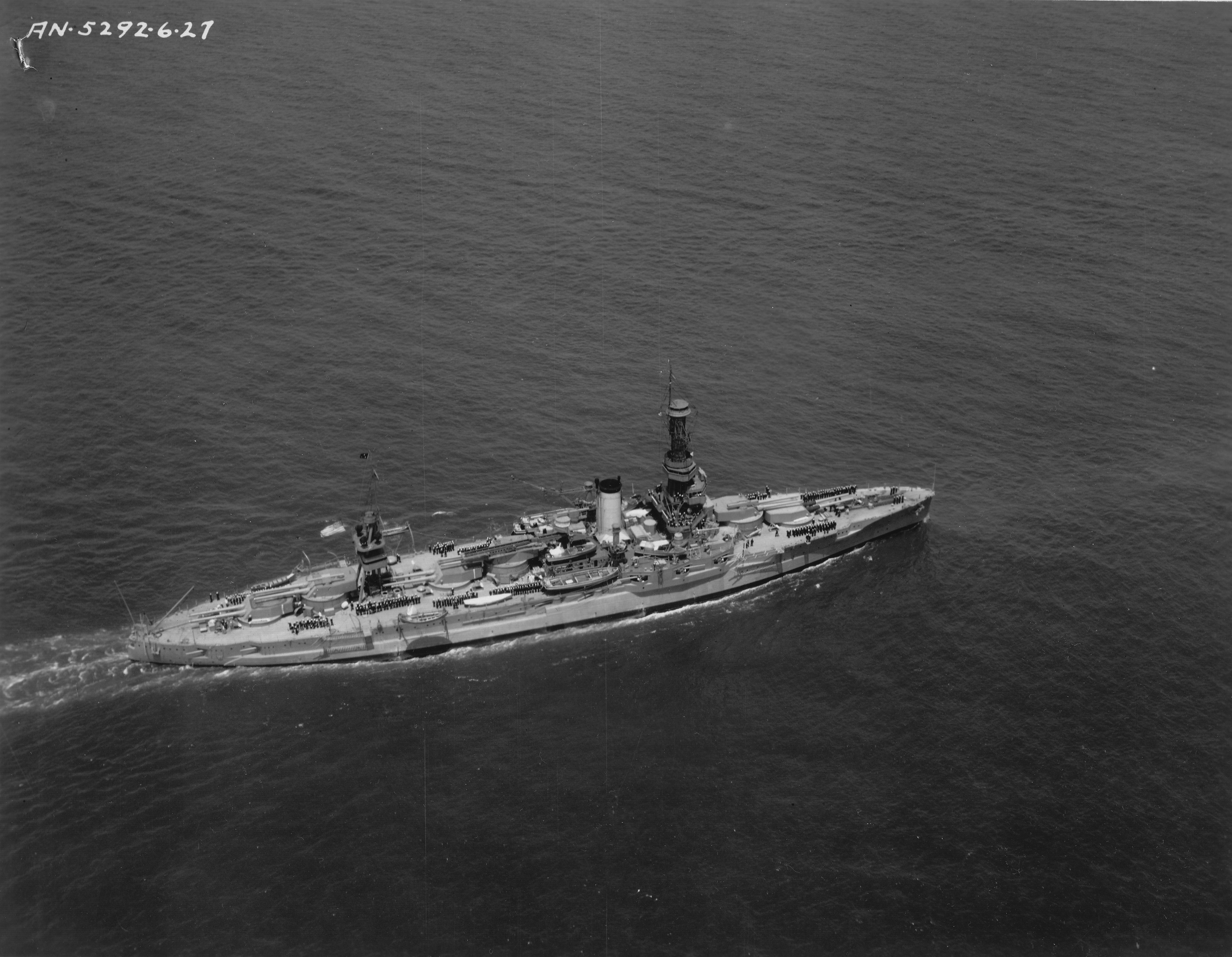
1927年にハンプトンローズ沖で撮影されたアーカンソー。後部マストが三脚型となり5番主砲塔の前に移設された。

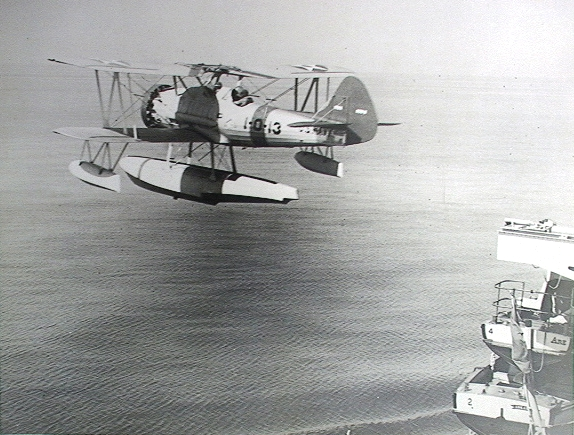
1930年代にアーカンソーの3番主砲塔上のカタパルトから射出されたヴォート O3U 水上偵察機。

ワイオミング級は第一次世界大戦後の1920年代後半にフィラデルフィア海軍造船所で近代化改装を受けた。外観上においては、前部マストの基部にあった航海艦橋は船橋を含む密閉型となり、前部マストの中段に箱型の戦闘艦橋を新設した。頂上部の見張り所は屋根の付いた密閉型となった。同時に新型の射撃指揮装置が艦橋上に設置され、航海艦橋の上と2番～5番主砲塔上に測距儀を搭載した。波浪の影響を受けていた舷側の副砲ケースメイト5基のうち前側の3基は閉塞され、片舷3門ずつ最上甲板上に計6門が移設された。
重油専焼缶への換装に伴ってボイラー数が減少したために前部マストに近い1番煙突が撤去されて煙突数は1本となり、籠状の後部マストは撤去され、跡地は水上機の運用スペースとなり、3番主砲塔の上にカタパルトが設置された。後部マストは3番・4番主砲塔の間に簡素な単脚式のものが移設された。防御面においては魚雷に対するためのバルジが水線部に追加され、艦幅が増加したことにより排水量も増加、甲板・主砲塔の装甲も強化された。

### 軍縮条約から第二次世界大戦
ロンドン軍縮会議の結果、1931年にワイオミングは練習艦へと改装された。条約に基づきワイオミングの主砲門数は6門に減じ、防御装甲は撤去されたが副砲以下の武装は変わらなかった。一部のボイラーも撤去されて速力は18ノットにまで抑えられた。
後述する理由によりアーカンソーは1942年に一線で戦えるよう第二次近代化改装が実施された。外観上の違いでは、艦橋構造物が大型化すると共に、籠状の前部マストはニューヨーク級に似た三脚型の物に建て替えられた。頂上部にMk3射撃管制レーダーのアンテナが設置、後部マストの上にもSC型対空レーダーのアンテナが設置されるなど各種の対艦・対空レーダーのアンテナが搭載された。船体のバルジは大型のものに張り替えられて艦幅が増した。武装面では対空火器の増強のために副砲は船体中央のケースメイトに片舷3基ずつ計6基減じられた代わりに、8基だった7.62cm（50口径）高角砲は10基となった。この他に近接火器として2.8cm（75口径）機関砲を四連装砲架で4基、エリコン 2cm（76口径）機関砲を単装砲架で20基を搭載した。その後12月には2.8cm機関砲は四連装砲架で計8基、エリコン 2cm機関砲も26基となった。更に1943年に2.8cm機関砲を全て撤去し、新型のボフォース 4cm（56口径）機関砲を四連装で8基を搭載した。

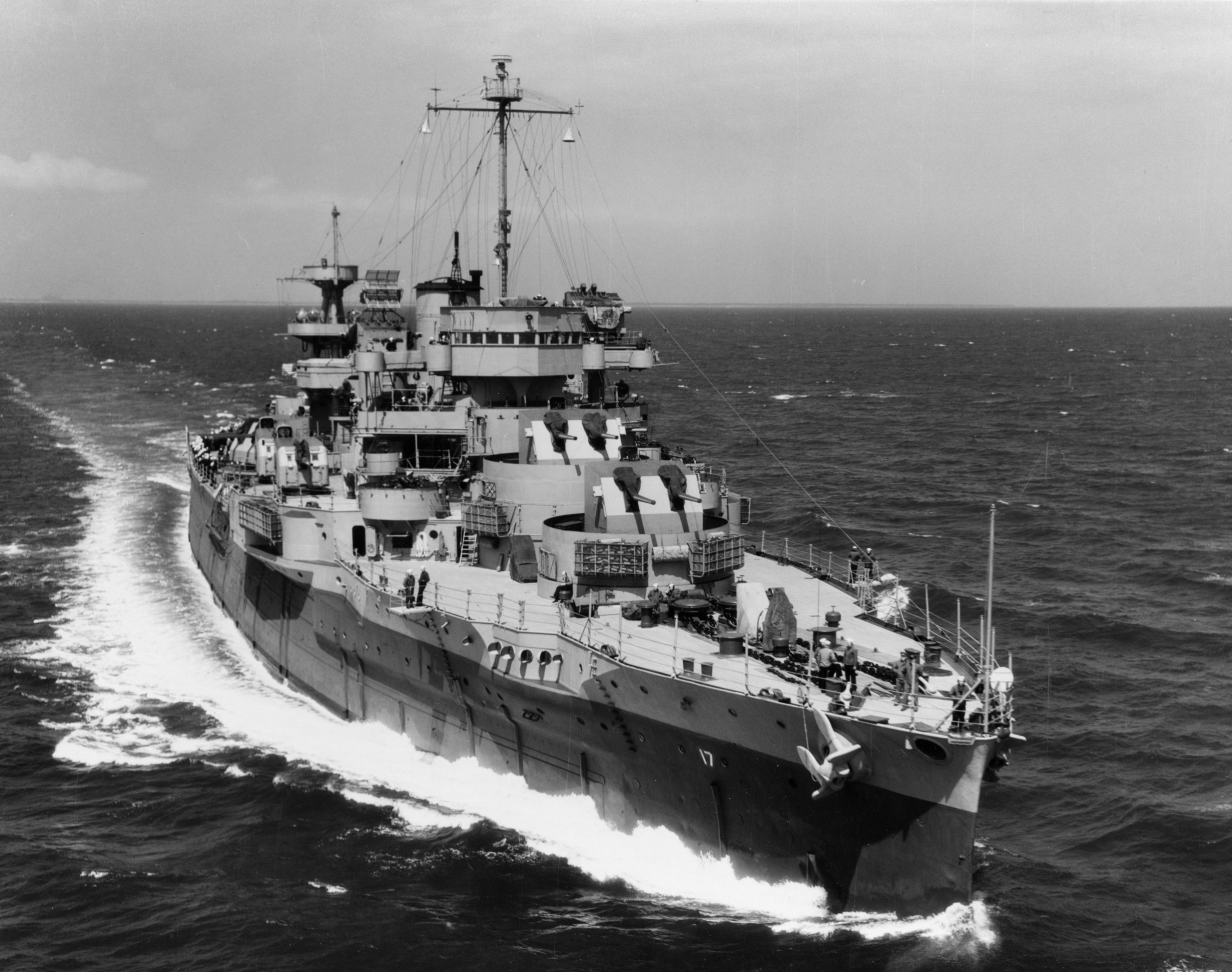
砲術練習艦として改装されたワイオミング。前部の籠マストが撤去されて対空指揮装置が左右に装備されている。

1944年にワイオミングは外観上の変化として籠状の前部マストと主砲射撃装置を撤去した。艦橋の上には無線通信用の十字型のアンテナが建つのみとなった。艦橋の側面にはMk37GFCS対空指揮装置が片舷1基ずつ計2基設置された。武装面においては、主砲塔3基と副砲の12.7cm（50口径）速射砲を全て撤去し、ケースメイトの砲門を閉鎖した。代わりに12.7cm（38口径）高角砲を連装砲架で1番・2番・6番主砲塔のバーベット上に1基ずつと右舷舷側ケースメイトの後部に1基の計4基を配置し、同型の12.7cm高角砲を右舷ケースメイト上に単装砲塔で直列に1基ずつ計2基を配置した。その反対側に12.7cm（25口径）高角砲を単装砲架で左舷ケースメイト上に2基ずつと船体中央部の左舷甲板上に2基ずつの計4基を配置した。旧来の「7.62cm（50口径）高角砲」単装砲架で右舷甲板上に直列に計4基を搭載した。他に近接火器として2番バーベットと艦橋の間の両舷に円形の砲座を設け、ボフォース 4cm（56口径）機関砲」を四連装砲架で右側に1基、同型のを連装砲架で左側に1基、3番・4番・5番バーベット上に1基の計4基、同型のを単装砲架で後部マストの側面に片舷1基ずつの計2基を配置した。エリコン 2cm（76口径）機関砲を単装砲架で8～15基を後部マストの周囲に搭載した。こうして船体の至る各所に対空火器を配置したために艦載艇は左舷側に集中して置くしかなく、艦載艇用クレーン2基のうち右舷側が撤去されて1基のみとなった。

## 兵装

### 主砲

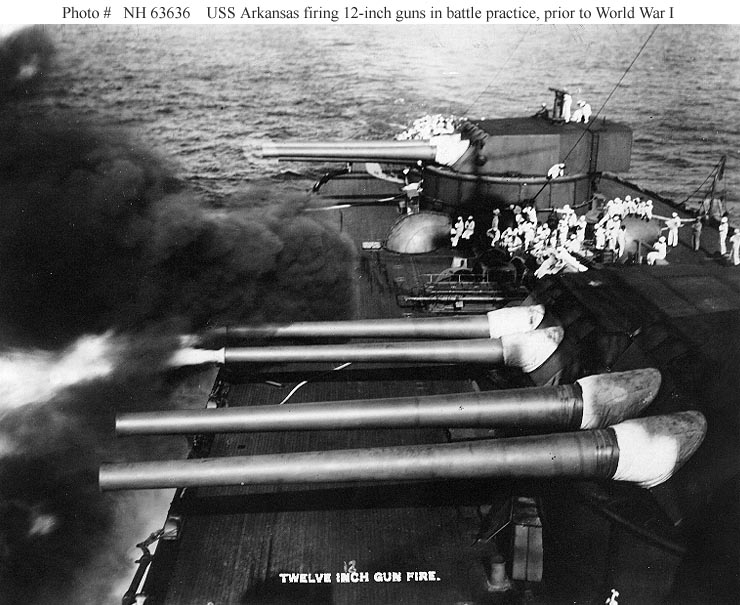
第一次大戦後のアーカンソーの主砲訓練の写真。主砲塔の上の水兵は測距儀で弾着を確認する要員。斉射時の爆風で人間被害を受けかねない危険な方法で行っていた。

ワイオミング級の主砲は新開発のMark 7 1912年型 30.5cm（50口径）砲を採用している。これを新設計の連装砲塔に納めた。その性能は重量394.6kgの主砲弾を最大仰角15度で射距離21,850mまで届かせる事ができる性能で、射距離10,920mで舷側装甲312mmを、射距離18,290mで254mmを貫通できる性能であった。装填機構は自由角度装填で仰角15度から俯角5度の間で装填でき、発射速度は竣工事は毎分2～3発であった。砲身の仰角は15度・俯角5度で動力は電動モーターによる駆動であり補助に人力を必要とした。旋回角度は左右150度の旋回角が可能であったが3番・4番主砲塔は前後を艦上構造物に挟まれているために射界に制限があった。
アメリカ海軍の弩級戦艦の主砲は軽量弾を高初速で撃ちだすために射程と威力には優れるが、斉射時には左右の砲門からの衝撃波が互いに干渉するために遠距離になるほど散布界が広がる傾向にあった。また、艦形が小型な割に重武装であったために斉射時の反動で船体が揺れて照準が狂うなどの問題もあった。更に、イギリスやフランスの同時期の戦艦に比べ、射撃指揮の研究が未熟で、射撃方位盤や測距儀など指揮装置が未装備であった。
第1次大戦後、ユトランド沖海戦の戦訓によりアメリカ海軍はすべての戦艦に射撃指揮装置と測距儀を装備し、ワイオミング級もこれに倣ったが時代は超弩級戦艦の時代に入っていたために、ニューヨーク級戦艦ら14インチ砲戦艦のように主砲塔の改造や新型重量弾の開発は行われなかった。このため、既存の主砲弾には空気抵抗を軽減し、跳弾しにくい被帽（カバー）が被せられた改造品を扱い、これを量を減じた装薬で初速を減じて撃ちだす運用に改められた。これにより威力は12,802 mで舷側330mm・甲板33mmの各装甲を、射程16,002 mで舷側279mm・甲板51mm装甲を貫く威力が得られた。

### 副砲、その他武装等

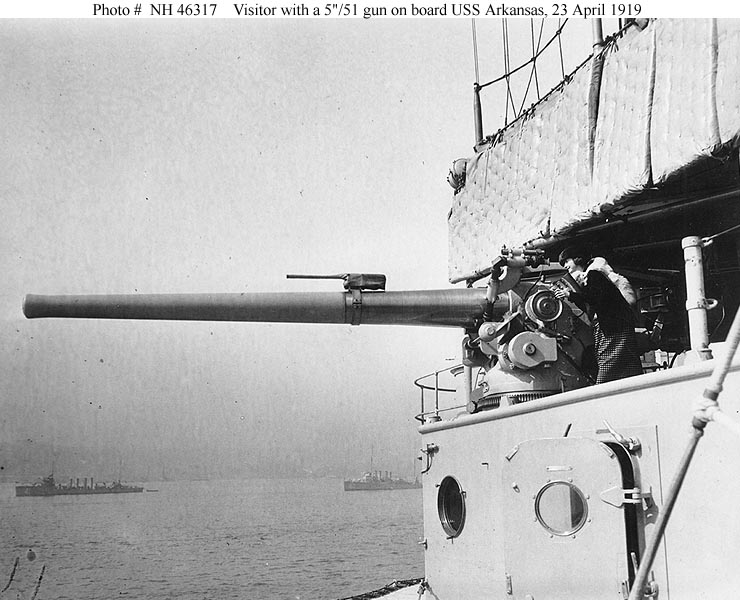
1919年4月にニューヨーク港で撮られたアーカンソーの12.7cm速射砲の写真。

副砲は前級に引き続きMarks 7 1910年型 12.7cm（51口径）速射砲を採用した。その性能は重量22.7 kgの砲弾を最大仰角15度では射程14,490 mまで届かせられるこの砲を舷側ケースメイトで18基ずつ、甲板上に露天で4基の計14基を搭載した。砲架の俯仰能力は仰角20度・俯角15度である、旋回角度は露天で300度、ケースメイトで最大150度の旋回角度を持つが実際は上部構造物により射界に制限を受けた。砲身の俯仰・砲塔の旋回・砲弾の揚弾・装填は主に人力を必要とした。発射速度は前型の毎分6発から毎分8～9発へと向上した。
その他に対艦用に53.3cm魚雷発射管を水線下に2門を装備した。

### 就役後の武装変換
就役後の1916年に、対空火器として1914年型 7.62cm（50口径）高角砲が搭載された。その性能は重量5.9 kgの砲弾を最大仰角85度では射程9,270 mまで届かせられるこの砲を単装砲架で2基搭載したが1918年に4基、1919年に2基追加され計8基となった。砲架の俯仰能力は仰角85度・俯角15度である、旋回角度は露天で360度の旋回角度を持つが、ケースメイトでは旋回角に制限があった。砲身の俯仰・砲塔の旋回・砲弾の揚弾・装填は主に人力を必要とした。発射速度は毎分15～20発である。
| 艦名                     | 主砲                      | 副砲                       | 高角砲                                                                  | 機関砲 | 雷装                    |
| ------------------------ | ------------------------- | -------------------------- | ----------------------------------------------------------------------- | --- | ----------------------- |
| ワイオミング級（就役時） | 30.5cm（50口径）連装砲6基 | 12.7cm（51口径）速射砲21基 | なし                                                                    | なし | 53.3cm水中魚雷発射管2基 |
| ワイオミング級（1916時） | 30.5cm（50口径）連装砲6基 | 12.7cm（51口径）速射砲16基 | 7.62cm（50口径）高角砲4基（1918年に8基）                                | なし | 同上                    |
| ワイオミング級（1928時） | 30.5cm（50口径）連装砲6基 | 同上                       | 7.62cm（50口径）高角砲8基                                               | 12.7mm単装機銃8丁 | 撤去                    |
| ワイオミング（1931年）   | 30.5cm（50口径）連装砲3基 | 同上                       | 同上                                                                    | 同上 | なし                    |
| ワイオミング（1944年）   | 撤去                      | 撤去                       | 12.7cm（38口径）連装高角砲4基 同単装高角砲2基 7.62cm（50口径）高角砲4基 | 4cm（56口径）四連装機関砲1基 同連装機関砲4基 同単装機関砲2基 エリコン 2cm（76口径）単装機銃8～15基                                                  | なし                    |
| アーカンソー（1942年）   | 30.5cm（50口径）連装砲6基 | 12.7cm（51口径）速射砲6基  | 7.62cm（50口径）高角砲10基                                              | 2.8cm（75口径）四連装機関砲4基（後に8基） エリコン 2cm（76口径）単装機銃20丁（後に26丁）                                                            | なし                    |
| アーカンソー（1943年）   | 30.5cm（50口径）連装砲6基 | 12.7cm（51口径）速射砲6基  | 7.62cm（50口径）高角砲10基                                              | ボフォース 4cm（56口径）四連装機関砲4基 2.8cm（75口径）四連装機関砲4基 エリコン 2cm（76口径）単装機銃20丁（後に26丁）                               | なし                    |
| アーカンソー（1944年）   | 30.5cm（50口径）連装砲6基 | 12.7cm（51口径）速射砲6基  | 7.62cm（50口径）高角砲10基（後に12基）                                  | ボフォース 4cm（56口径）四連装機関砲4基 同単装機関砲4基 2.8cm（75口径）四連装機関砲4基 エリコン 2cm（76口径）連装機銃4基 同単装機銃22丁（後に28丁） | なし                    |

## 機関

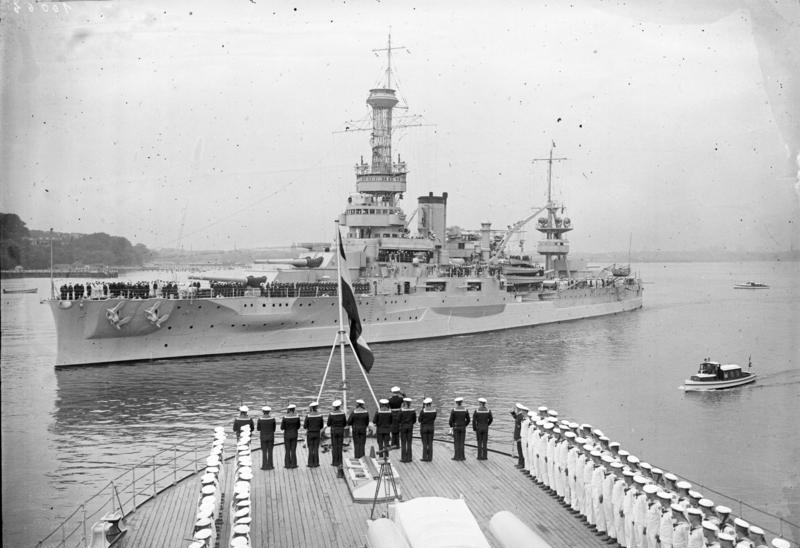
写真は1930年代にキール軍港を訪問したアーカンソー。

機関構成はバブコック・アンド・ウィルコックス社製石炭・重油混焼水管缶12基とパーソンズ社製高速タービン2基+同低速タービン2基計2組4軸推進を組み合わせて28,000馬力を発揮し、カタログデータである20.5ノットを公試において上回る最大速力21.2ノットを発揮した。要求性能では10ノットで6,860海里を要求されたが、実際は12ノットで5,190海里であった。機関配置はボイラー室が2番主砲塔と3番主砲塔に挟まれた三室と、4番・5番主砲塔の間に設けられたタービン室にタービンが並列に置かれた。
ワイオミング級は機関にダイレクトドライブ（直結）式の蒸気タービンを用いたアメリカ戦艦の最後のクラスとなった。ワイオミング級の就役後に歯車減速式タービン（ギヤード・タービン）、三段膨張式レシプロ機関、およびタービン電気推進が燃費および航続距離で優位にあることが判明し、後に建造された艦級ではそれらが採用されている。
第一次世界大戦の船団護衛で酷使されたボイラーは、全力発揮が難しくなったため1920年代の近代化改装時に整備・換装された。ボイラーは国産のホワイト・フォスター式重油専焼水管缶4基を搭載した。ボイラー数が減少したために前部ボイラー室は不要となり、1番煙突が撤去された。最大出力が28,500馬力と僅かに向上した一方で、燃費の良いボイラーであったことに加えて燃料が重油のみとなったため、常備3,786トン・満載5,543トンの重油を搭載した状態で11,000海里（10ノット巡航時）の航続性能となり、太平洋を行動できる性能を得た。

## 防御
ワイオミング級の防御様式は前級に比べて変更はなく広範囲を防御する全体防御形式である。舷側装甲帯は1番主砲塔から6番主砲塔の弾薬庫を防御すべく長さ122m・高さ2.4mの範囲は他国の戦艦に比べて防御範囲は狭かった。最上甲板の側面は76mmと薄くされたが、水線部装甲は上側279mm、最厚部で292mm、下側229mmとテーパーしている。水線下防御は2層に隔てられた石炭庫で浸水を抑える設計であったが、魚雷攻撃に対しては弱い構造だった。
主砲塔の装甲は前盾と後盾は305mmで側面部が203mmで天蓋は76mmで他国の同クラスの弩級戦艦と互角の防御力は持っていた。、基部のバーベットは甲板上で279mmであったが、甲板から下は102mmと薄くされた。副砲の砲郭は最厚部で165mmの装甲板が貼られた。
水平甲板の装甲は主甲板が最厚部で76mm、艦首は38mmで後部は58mmと他国に比べて薄かった。このため、第一次大戦後の近代化改装で水平部分は44mm装甲を貼り増す方策が取られ、甲板防御は最厚部で120mmまで厚くされた。また主砲塔の天蓋も120mm厚となった。また、水線下の隔壁に19mmの水密隔壁が新規に貼られた。

## 艦歴

### 就役から第一次世界大戦
ワイオミング級は艦級名にもかかわらず、アーカンソーが建造および就役共にワイオミングの先となり、両艦ともに1912年9月に就役した。デラウェア級やフロリダ級と共に第一次世界大戦時にはアメリカ大西洋艦隊の主力として配備され、1917年12月以降はイギリス海軍の本国艦隊の指揮下第6戦艦戦隊に入った。大戦中は北海およびノルウェー沖の哨戒任務や船団護衛任務に就いた。この大戦間において特筆すべき戦果は挙げていない。

### 海軍休日から第二次世界大戦

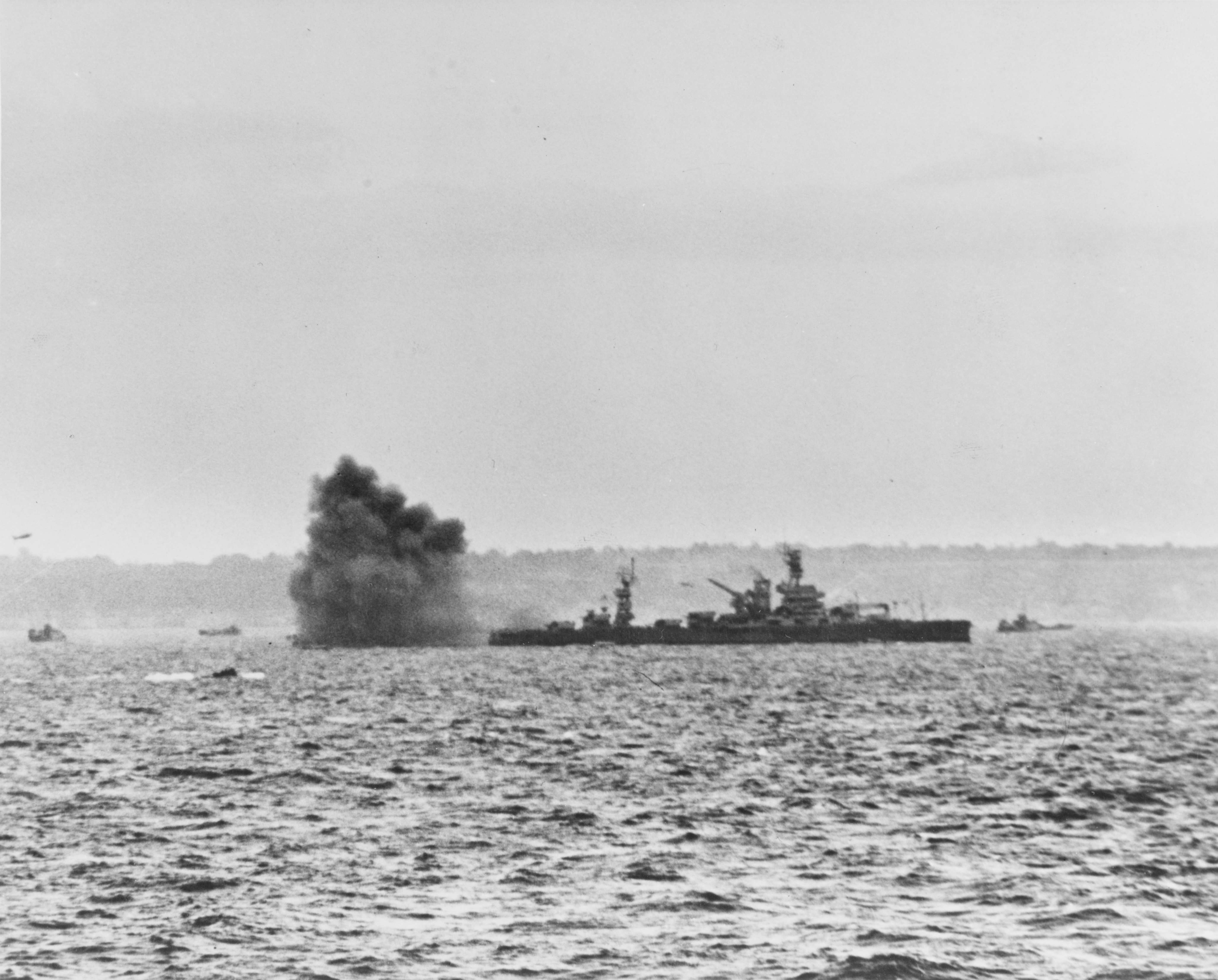
ノルマンディー上陸作戦で火力支援を行うアーカンソー、1944年6月6日

両艦とも就役時は石炭燃焼缶であったが、1925年から1927年にかけてフィラデルフィア海軍造船所にて重油専焼缶に換装された。改装後は両艦とも再び大西洋艦隊で運用されたが、時には大西洋および太平洋の両艦隊で運用された。
1931年にワイオミングはロンドン軍縮条約の対象となり戦艦の枠から退役した。ワイオミングは練習戦艦として保有が許され主砲塔を3基に減じ（3番～5番主砲塔を撤去）、防御装甲が撤去された。
第二次世界大戦時においては、ワイオミング級は12インチ砲戦艦という事もあって戦力的価値が低かったことから新戦艦の就役にともなって2隻ともスクラップにされる予定であったが、1941年12月7日の真珠湾攻撃により主力戦艦が大量に戦闘不能となったために大西洋艦隊の主力が太平洋に異動する事となった。
このため、大西洋艦隊の戦力低下を防ぐために急遽ワイオミング級の戦力復帰が考慮された。練習艦として改造が進み過ぎていたワイオミングは考慮から外れ、真珠湾で戦没したユタに代わりに対空訓練用の練習艦となり、戦艦として復帰することは見送られた。以降は後方で訓練に用いられ、ワイオミングが1947年8月1日に退役しスクラップとして廃棄され、35年間の任務は終了した。
一方、主に練習任務についていたアーカンソーのみ1942年3月から7月にかけて兵装の変更を含む大規模な第二次近代化改装で一線級の能力を取り戻している。同艦は1945年に太平洋方面で主に火力支援に用いられたあと、戦後原爆実験に用いられて沈んだ。

## 同型艦

### ワイオミング
- 艦番号：Battleship No.32, BB-32, AG-17
- 建造所：ウィリアム・クランプ・アンド・サンズ、ペンシルベニア州フィラデルフィア
- 起工：1910年2月9日
- 進水：1911年5月25日
- 就役：1912年9月25日
- 参加戦闘：第一次世界大戦における北海での船団護衛、戦間期および第二次世界大戦における砲術訓練。
- その後：1947年8月1日に退役、スクラップとして廃棄された。

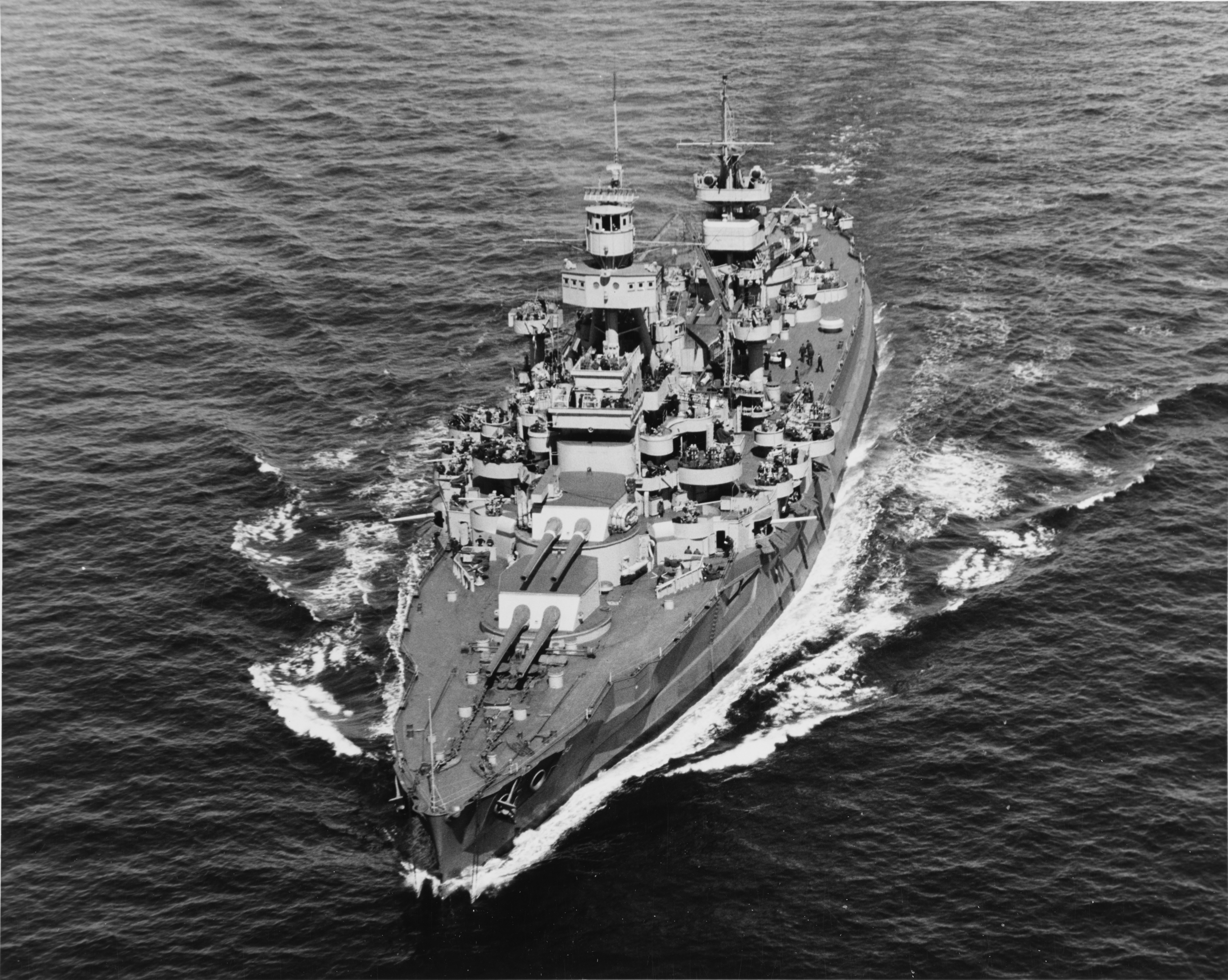
アーカンソー

### アーカンソー
- 艦番号：Battleship No.33, BB-33
- 建造所：ニューヨーク造船所、ニュージャージー州カムデン
- 起工：1910年1月25日
- 進水：1911年1月14日
- 就役：1912年9月17日
- 参加戦闘：タンピコ事件、 トーチ作戦、 ノルマンディー上陸作戦、アンヴィル作戦、硫黄島の戦い、沖縄戦、 マジック・カーペット作戦、 クロスロード作戦に参加。
- その後：1946年7月29日に退役、ビキニ環礁での核実験で沈没。

## 参考図書
- 「世界の艦船 増刊第22集　近代戦艦史」（海人社）
- 「世界の艦船 増刊第83集　近代戦艦史」（海人社）
- 「世界の艦船 増刊第28集　アメリカ戦艦史」（海人社）
- 「Conway All The World's Fightingships 1906–1921」（Conway）
- 「Conway All The World's Fightingships 1922-1946」（Conway）
- 「Jane's Fighting Ships Of World War I」（Jane）